# Auxilium
Durant l'edat medieval rebia el nom d'auxilium (llatí) la prestació d'ajuda que un vassall devia al seu senyor feudal, que generalment era un servei militar. Podia consistir, per exemple, a participar en la host senyorial, o en una escorta, o realitzar guaites des d'un punt d'observació... En alguns casos concrets podia consistir simplement en un ajut al senyor en diners.
A Catalunya al segle xi es formalitzen els diversos tipus d'auxili, però durant el segle xii s'anaren substituint de manera generalitzada per pagaments en diners.